# 1972-es magyar asztalitenisz-bajnokság
Az 1972-es magyar asztalitenisz-bajnokság az ötvenötödik magyar bajnokság volt. A bajnokságot február 18. és 20. között rendezték meg Budapesten, a Nemzeti Sportcsarnokban.

## Eredmények
| Versenyszám  | Arany                                                           | Arany | Ezüst                                                                            | Ezüst | Bronz                                                                 | Bronz |
| ------------ | --------------------------------------------------------------- | ----- | -------------------------------------------------------------------------------- | ----- | --------------------------------------------------------------------- | ----- |
| Férfi egyéni | Klampár Tibor Postás SE                                         |       | Jónyer István Bp. Spartacus                                                      |       | Beleznay Mátyás Miskolci Építők MTE                                   |       |
| Női egyéni   | Magos Judit Statisztika Petőfi SC                               |       | Kisházi Beatrix Statisztika Petőfi SC                                            |       | Lotaller Henriette Statisztika Petőfi SC                              |       |
| Férfi páros  | Klampár Tibor, Jónyer István Postás SE, Bp. Spartacus           |       | Gergely Gábor, Beleznay Mátyás BVSC, Miskolci Építők MTE                         |       | Börzsei János, Kollár György BVSC, Aknamélyítő Bányász                |       |
| Női páros    | Magos Judit, Lotaller Henriette Statisztika Petőfi SC           |       | Kisházi Beatrix, Jurikné Heirits Erzsébet Statisztika Petőfi SC, Ferencvárosi TC |       | Szendy Katalin, Kuchár Györgyi Ferencvárosi TC, Statisztika Petőfi SC |       |
| Vegyes páros | Jónyer István, Magos Judit Bp. Spartacus, Statisztika Petőfi SC |       | Papp József, Papp Angéla Bp. Spartacus, Statisztika Petőfi SC                    |       | Marosffy Szabolcs, Juhos Eszter Bp. Spartacus, Statisztika Petőfi SC  |       |